# 斯科特·莫里森
斯科特·約翰·莫里森，AC（英語：Scott John Morrison，1968年5月13日—，澳大利亞當地譯莫理遜），澳大利亚政治人物，为自由党籍。出生于悉尼，毕业于新南威尔士大学经济地理学专业。曾任澳大利亞總理（第30任）、澳大利亚自由党领袖（任期均为2018年至2022年）以及该国公共服务部长、财政部长、移民边境事务部长等职务。
进入政界前，莫里森曾在澳洲的房地产业及旅游业中担任公职人员与管理职位，并曾赴新西兰的旅游部门工作过。返回澳洲后，担任过新南威尔士州的自由党部主管。在2007年的联邦大选中莫里森当选为庫克選區的澳大利亞国会議員，自此进入联邦政坛。在自由党于2013年上台执政后，莫里森先后在托尼·阿博特和马尔科姆·特恩布尔的内阁中担任过移民事务部长及财政部长等职。
2018年8月下旬，在前自由党领袖兼国家总理马尔科姆·特恩布尔宣布辞职后，莫里森加入了与彼德·達頓、朱莉·毕晓普等人角逐这一职缺的竞争，最终在投票表决中获胜，于8月24日出任新一任自由党领袖及国家总理。2019年5月，率领执政的自由党-国家党联盟在联邦大选中赢得多数国会席位而获得连任，并得以进一步单独组建联盟党的多数派政府。2022年5月，因所属党派在联邦大选中失利，使其卸任澳大利亚总理职务。

## 從政經歷

### 当选总理之前
2007年11月24日，當選澳洲眾議院庫克選區議員並連任至今。2013年9月18日隨自由黨上台執政進入內閣，擔任移民及邊境管制部部長，至2014年12月23日調任社會服務部部長，再於2015年9月21日調任澳大利亞財政部長。
2018年8月23日，正當自由黨內鬥爭白熱化，暫代內政部長的莫里森，宣布禁止中國大陸電信業者華為、中興通訊進入澳洲5G網路。

### 总理

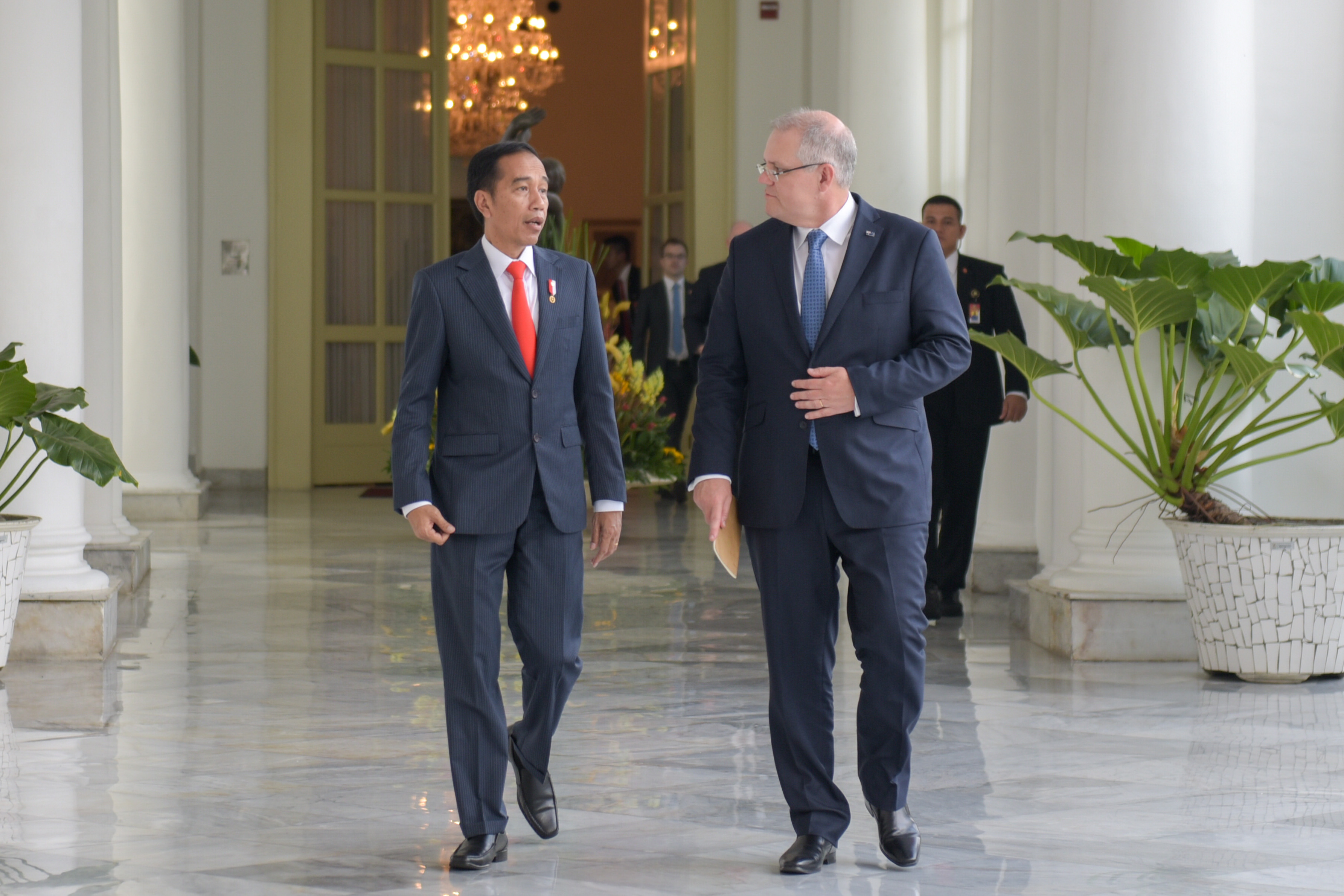
莫里遜以總理身分首次外訪時到印尼與總統佐科·維多多（左）會面。

2018年8月24日，身兼財政部長的莫里森在澳洲自由黨黨內投票中被視為黨內保守派（如彼德·達頓）和溫和派（如朱莉·畢曉普）經妥協後皆可接受的人選，故最後擊敗達頓和畢曉普，並宣誓就職擔任第17任澳大利亞自由黨黨魁、數小時後再宣誓為第30任澳大利亞總理。
进入2010年后，由於凌駕於民意的黨內選舉頻生，澳洲总理更换频繁，之前的兩位自由黨籍總理皆被「逼宮」下臺，招致了民众一定程度的反感。因此，莫里森于2018年12月決定大幅提高召開党团會議的门槛，即党内选举需要三分之二的国会议员表示同意才可以举行，且此門檻祇適用於帶領過黨進行大選的總理。改動經同黨前總理托尼·阿博特和約翰·霍華德給予意見而制定。再加上對手工黨早於2013年制定類似的規則，今後澳洲要再出現「逼宮」可謂十分難，以保障由民眾，而非數十位執政黨議員支持的總理領導國家。
2019年4月11日，经莫里森提议，总督解散澳洲联邦參、眾兩院，並將聯邦大選的日期定於2019年5月18日；自当日早晨8时30分起，他的政府遂进入看守政府状态，至联邦大选结束的新政府就职。在联邦大选中，莫里森领导的自由党-国家党联盟获得過半数、並比上屆更多的众议院议席，出乎外界預料地成功卫冕执政权，莫里森得以續任總理。在获胜后的庆祝活动上，莫里森说自己“一直相信奇迹，今天我和我生命中最大的三个奇迹（所指的是站在他身边的妻子和两个女儿）站在这里，来迎接这个新的奇迹！”一语引发热议。
在他的第二任期，澳洲與美、英成立了AUKUS軍事同盟，使澳洲能建造一支核子動力潛艦。在嚴重特殊傳染性肺炎澳洲疫情爆發時，他召開全國內閣，以協調各州及領地的抗疫措施，並有效遏制死亡人數。但他對於氣候問題卻不甚關心，尤其當2019年－2020年澳洲叢林大火和2022年東澳大利亞洪水發生時，其政府的態度引起國民不滿。
2022年5月，其所领导的自由党-国家党联盟在联邦大选中失利，莫里森于选举当晚承认败选，于5月23日卸任澳大利亚总理职务。这结束了自由党-国家党联盟本次长达8年余、历经3次选举考验的执政生涯，莫里森亦声明其将不再担任自由党领袖职务。但在此次选举中，其保住了所在选区（Cook）的国会议席。

### 议员
卸任总理后，莫里森继续担任澳大利亚国会议员，直至2024年2月底辞职卸任。同時從政界退休。

## 爭議
- 2013年9月18日至2014年12月23日，斯科特·莫里森擔任澳洲移民及邊境管制部部長期間，推動高爭議難民政策，由澳洲軍方執行「邊境主權保護行動」，出動澳洲海軍攔阻偷渡船隻，把難民遣返轉運國家，或轉送到設在太平洋島國巴布亞紐幾內亞及諾魯的境外收留中心。莫里森甚至錄影昭告在收容所的難民，「你若選擇不回家，那你就得在這裡耗到天長地久。」一番話遭人權組織譴責撻伐。[8]
- 2018年12月15日，总理斯科特·莫里森在悉尼承认西耶路撒冷为以色列首都的地位。對于莫里森的發言，澳洲的「聲援巴勒斯坦網路」（The Australia Palestine Advocacy Network）主席布朗寧（George Browning）發布聲明表示，承認西耶路撒冷為以色列首都並不符合澳洲利益，也會削弱澳洲與區域合作夥伴的貿易和安全關係，使得澳洲的國際聲譽受到不可挽回的損害，並破壞未來巴勒斯坦與以色列達成公平協議的可能。  此举也引来以穆斯林为主的印尼和马来西亚的批评，阿拉伯国家亦担心会在西亚地区挑起不必要的纷争。[9]
- 2019年12月底，正值澳大利亚新南威尔士州山火险情肆虐蔓延之际，身为总理的莫里森却被曝出置灾情于不顾，与家人一起乘飞机赴夏威夷度假。消息传出后引发澳洲社会特别是受灾地区的强烈不满，令莫里森政府面临巨大舆论危机。随后莫里森坦承了出国度假的事实，向人民表达了深重歉意，并即刻结束度假返回国内指导救灾工作。[10]
- 2021年2月上旬，澳洲國會前雇員希金斯（Brittany Higgins）向《澳洲新聞》（News.com.au）透露，稱她在2019年3月在國會大廈的部長辦公室遭同僚性侵，事件發酵，再有2名女子聲稱被同一名前職員性侵，令受害人數目增至4人。澳洲政壇、國會接連爆發性侵醜聞，引起民眾發起多場反對性暴力與性歧視的示威。莫里森於4月9日宣布，將修訂《性別歧視法》（Sex Discrimination Act），以防範在工作場所的性騷與歧視行為。過去因法律漏洞，公務員、議員或司法人員不受職場性騷擾規範，但仍會面臨刑事起訴。[11]
- 2022年8月，斯科特·莫里森被曝在新冠疫情期间秘密宣誓就任包括卫生、财政和资源部长在內的多个政府部长职务[12]。甚至連本身擔任這些職務的閣員也不知情。莫里森遭到質疑安排欠透明度，而多個部門出現「雙部長」的安排更欠缺憲政先例。他對此致歉，惟辯稱此舉為了防止當部長染疫而無法行使職務，而導致相關部門癱瘓。[13]2022年11月25日，一份有关斯科特·莫里森身兼多個部長的调查报告公佈。根據该报告，在2019冠狀病毒病疫情大流行的两年内，莫里森秘密兼任多个部长职位。[14]最終澳洲眾議院以86票同意、50票反對及10多票棄權，譴責莫里森。

## 外交纷争
2020年11月30日，中華人民共和国外交部发言人赵立坚在推特上发布了一则推文，对澳大利亞駐阿富汗軍隊非法殺戮的行为表達震驚和谴责，敦促澳大利亚进行深入调查，并附上一张由中国大陸网络画家“乌合麒麟”用CG技术创作的讽刺漫画。该漫画描绘了一名澳大利亚士兵用刀架在一名抱着绵羊的阿富汗少年喉咙的画面，下方标有英文字幕“Don't be afraid, we are coming to bring you peace!”，被視為影射澳洲的戰爭罪行。该推文引发澳大利亚总理斯科特·莫里森的不满，驳斥为“伪造照片”、“散布虚假消息”，要求中国政府撤回并道歉，引发中澳外交与民间争端。
2021年9月16日，澳洲表示將取消與法國海軍船舶集團（Naval Group）打造常規潛艦艦隊的500億澳元合約，並轉向與美國、英國協議締結「澳英美三方安全夥伴」（AUKUS）聯盟及購買至少8艘美國或英國的核動力潛艦的計劃，引起法國政府強烈不滿，一度召回駐美、英外交大使表示抗議。因應三方外交危機，莫里森矢言，將「耐心」修復兩國的緊張關係。然而法國總統馬克宏對前往羅馬採訪G20高峰會被一群澳洲記者詢及莫里森是否誠實，馬克宏答稱「我不認為（對方誠實），我知道他有（撒謊）」。莫里森則在記者會為自己辯護，堅稱先前已向馬克宏解釋過，常規潛艦不再能滿足澳洲需求，還說兩國關係已開始修復。2022年6月，澳洲新任總理艾班尼斯（Anthony Norman Albanese）宣布已與法國廠商達成支付5億5500萬歐元（約175億台幣）的賠償金協議。

## 总理任期后

### 卸任总理后动向
2022年联邦大选后，自由党于5月30日举行党魁选举，彼得·达顿当选为新任领袖。达顿明确表示，莫里森不会进入其影子内阁。莫里森此后以普通议员身份留任国会，直至2024年2月辞职。2023年5月，莫里森加入美国智库新美国安全中心担任顾问。
2022年12月，莫里森因任社会服务部长期间推动的非法錯誤：語言代碼「Robodebt scheme」不存在（Robodebt Scheme）接受皇家委员会调查。2023年7月调查结论指莫里森误导内阁，未披露计划法律风险。违反部长职责，未确保政策合法性。委员会认定其向调查提供虚假证词。

### 秘密兼任部长职务争议
1. 事件曝光与调查  2022年8月，媒体披露莫里森在2020年3月至2021年5月期间秘密获得总督戴维·赫尔利任命，兼任卫生部长、财政部长及资源部长。总理阿尔巴尼斯宣布调查，称此举“违背威斯敏斯特体制”，民众“被蒙在鼓里”。
  - 追加曝光：莫里森还被曝秘密兼任国库部长及内政部长，共涉五部门。
2. 法律与独立调查结论
  - 联邦总检察长意见：任命虽合法，但保密性“严重破坏”责任政府原则。
  - 贝尔调查（2023年）：前高等法院法官弗吉尼亚·贝尔（英语：Virginia Bell (judge)）认定任命“侵蚀政府公信力”，与疫情无关，建议立法强制公开所有部长任命。
  - 议会谴责：2023年11月28日，众议院以86票對50票通过动议谴责莫里森，成为首位被议会谴责的前总理。工黨、綠黨、除黎黛（不在席）和鮑勃·凱特（英语：Bob Katter）以外的所有中立議員、以及自由党议员布里奇特·阿彻（英语：Bridget Archer）支持动议。其餘在席聯盟黨議員及鮑勃·凱特（英语：Bob Katter）投反對票。8名聯盟黨議員未投票[22]。

### 私营部门任职与个人动向
1. 退出政坛
  - 莫里森于2024年1月宣布辞去议员职务，2月28日正式离职，其席位在4月13日的库克选区補選（英语：2024 Cook by-election）中由自由党候选人西蒙·肯尼迪（英语：Simon Kennedy）接替。
2. 商业领域转型
  - 加入美国咨询公司“美国全球战略”（American Global Strategies），担任非执行副主席。该公司由特朗普政府前国家安全顾问羅伯特·C·奧布萊恩创立。

## 立場
- 偏社會保守主義。
- 反對同性伴侶婚姻。
- 對中資審慎態度方面，曾表示中資收購「與國家利益相悖」。
- 支持英國君主兼任澳洲君主的立憲制度

## 個人生活

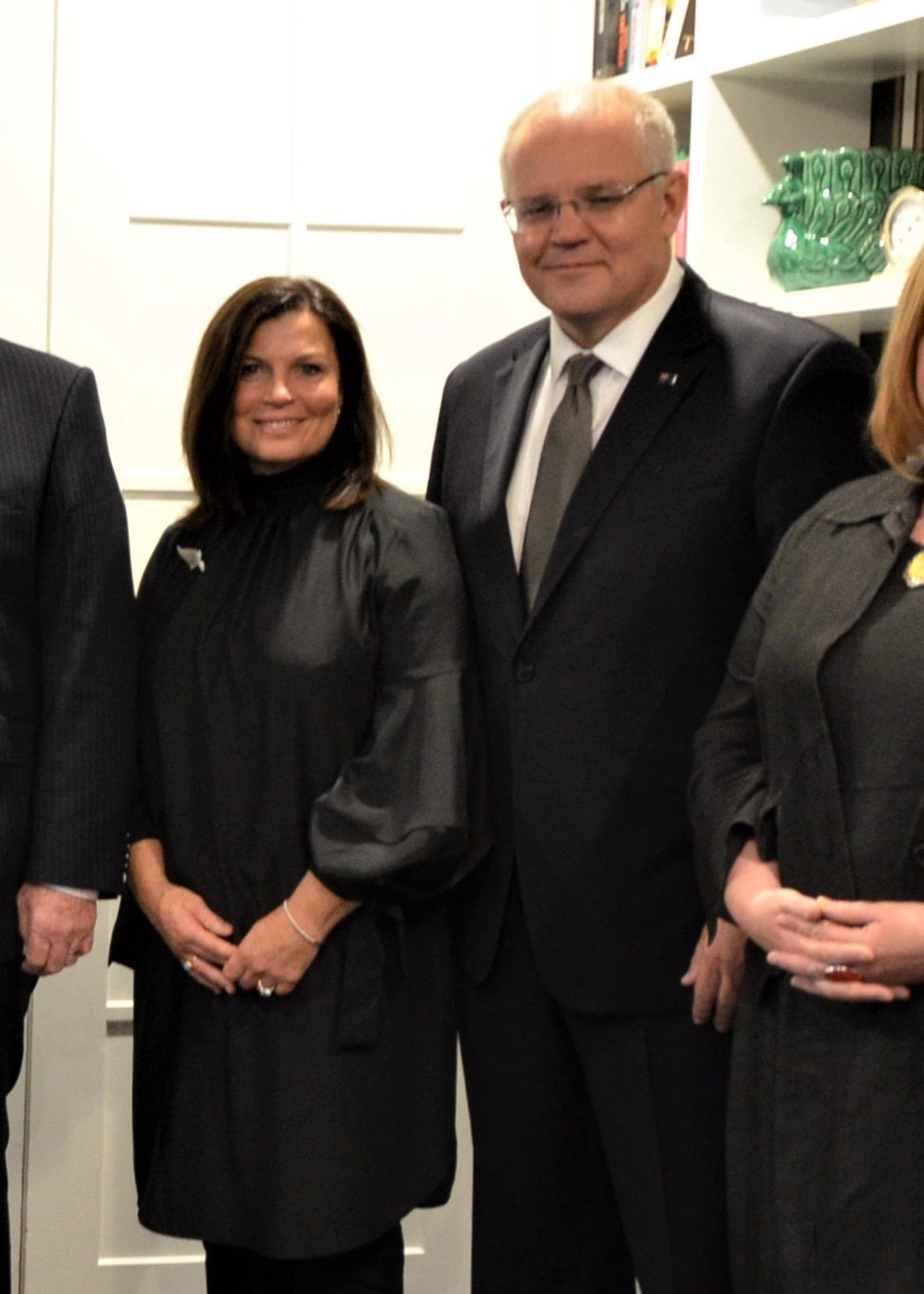
莫里森夫婦

莫里森的外祖父在紐西蘭出生，获罪后流放至澳大利亚，祖母是已故的澳洲女詩人Mary Gilmore的姪女，莫里森的父親曾經在警隊擔任要職達十六年之久。
父母不让莫里森参加悉尼海滩的风浪救生俱乐部，让他从小参加新教福音派教会活动。莫里森已婚，与夫人珍妮·莫里森在教会活动相识，育有两个女儿。
成年后，莫里森是五旬节派新兴教会教徒，有成功神学倾向，曾称其政党在大选以微弱优势侥幸胜出是神迹。任总理后数次参加各巨型教会集会，发表讲话并带领会众祈祷。